# Желтоклювый чирок

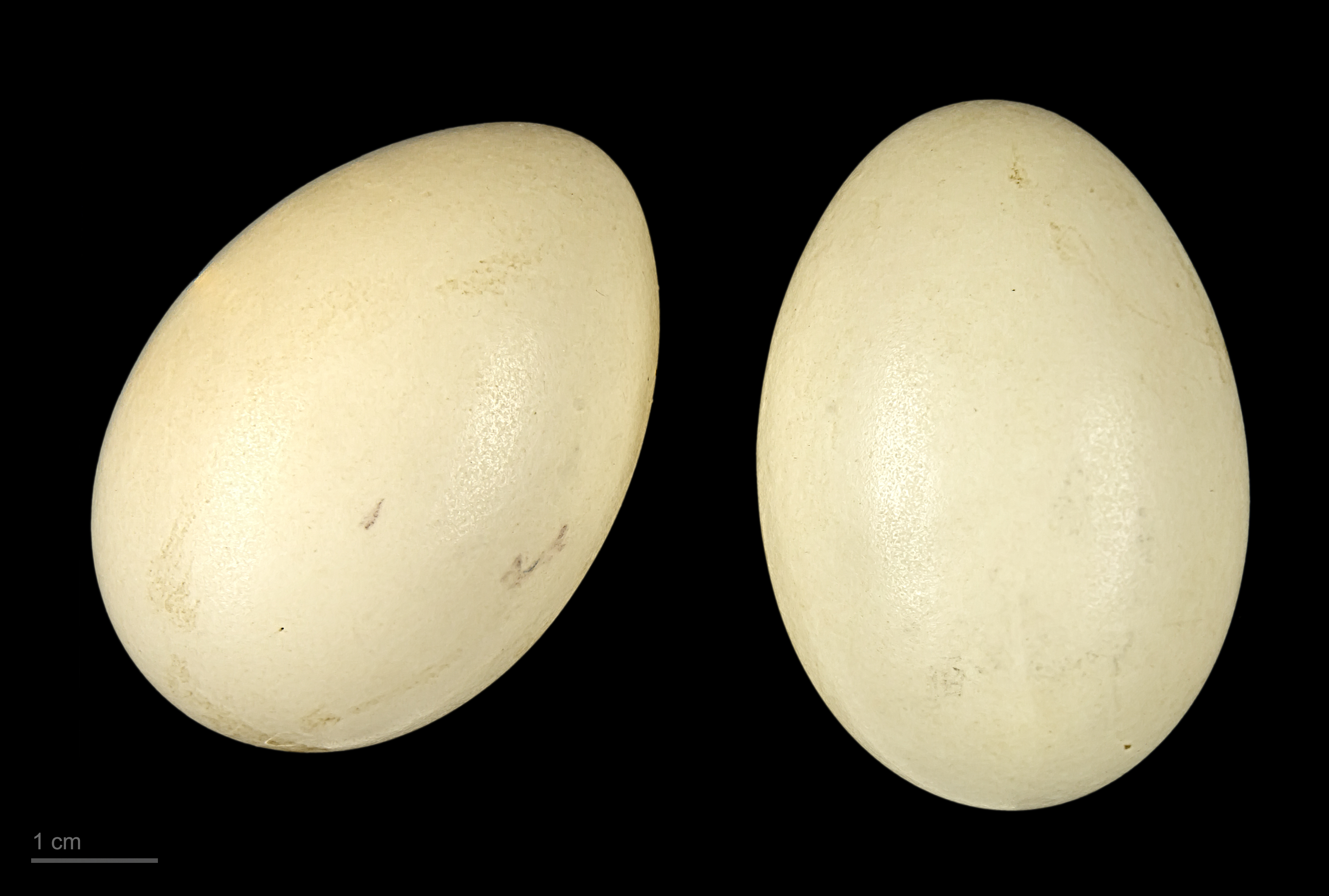
яйцо Anas flavirostris oxyptera — Тулузский музей

Желтоклювый чирок (лат. Anas flavirostris) — вид южноамериканских речных уток подсемейства Настоящие утки.

## Описание
Похож на других чирков рода; более точно это один из настоящих чирков подрода Nettion.
Данные анализа последовательности митохондриальной ДНК больше походят на синекрылого чирка. За исключением мистифицирующих отношений с красноголовыми и зеленоголовыми чирками, в целом желтоклювый чирок больше походит на индийскоокеаническую радиацию чирков. Но одноцветная нижняя сторона клюва желтоклювого чирка уникальна, и это выделяет его в вид, который завоевал в эволюционном развитии половину мира, если не принимать во внимание мадагаскарского и серого чирка.

## Распространение
Постоянный житель Анд в Колумбии, Венесуэле, Аргентине, Чили, Перу, Боливии, Эквадора, Уругвая и Бразилии. Обитает в заболоченных местах с пресной водой, предпочитая болота рекам.

## Поведение
Этот вид также уникален среди его родственников в некоторых аспектах по его поведению после спаривания: селезень вытягивается высоко и плавает вокруг самки.

## Подвиды
Традиционно выделяется 4 подвида:
- Anas flavirostris altipetens Чирок мерида — горные районы Северо-Западной Венесуэлы и прилегающих частей Колумбии.
- Anas flavirostris andium Андский чирок — горные районы Колумбии и Эквадора.
- Anas flavirostris oxyptera Остроклылый чирок — горные районы Центрального Перу к северу от Чили и Аргентины.
- Anas flavirostris flavirostris Чилийский чирок — юг Южной Америки, самые северные районы — Южная Бразилия и Северная Аргентина, а также Фолклендские острова.

Каждый из упомянутых подвидов рассматривается как отдельная разновидность, но все более и более два северных таксона altipetens и andium, имеющие темный сероватый клюв, рассматриваются как одна разновидность, андский чирок (Anas andium с подвидом altipetens). В этом случае, остальных два таксона, у которых более желтый клюв, упоминаются как пестрый, или желтоклювый чирок (Anas flavirostris сподвидом oxyptera).
Международный союз орнитологов выделяет два первых подвида в отдельный вид Anas andium.